# Huang Shui (vattendrag i Kina, lat 36,12, long 103,36)
Huang Shui (kinesiska: 湟水) är ett vattendrag i Kina. Det ligger i den centrala delen av landet, 1 200 km väster om huvudstaden Peking.